# Pandemia influenzale

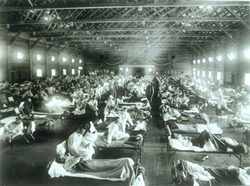
Corsia dell'Ospedale di Camp Funston nel Kansas durante l'influenza spagnola del 1918

Una pandemia influenzale è un'epidemia di virus influenzale che si espande su scala mondiale e infetta una grande porzione della popolazione umana. A differenza delle regolari epidemie stagionali le pandemie avvengono irregolarmente, e ne compaiono circa 3 in ogni secolo. Il fatto che sia dichiarata pandemia non vuol dire che sia una patologia grave, dato che tale definizione non prende in considerazione il livello di gravità. In alcuni casi possono provocare alti livelli di mortalità, come testimoniato dalle ultime pandemie influenzali che sono avvenute nel XX e XXI secolo: l'influenza spagnola del 1918 che causò oltre 50 milioni di morti, l'influenza asiatica del 1957, l'influenza di Hong Kong del 1968, 1977 influenza russa, la febbre suina del 2009-2010 (meglio nota come malattia del Maiale).
Le pandemie avvengono quando un nuovo ceppo del virus dell'influenza viene trasmesso all'uomo da un'altra specie animale. Le specie importanti nell'insorgenza di un nuovo ceppo umano sono i suini, le galline e le anatre. Questi nuovi ceppi non sono ostacolati dall'immunità delle persone che hanno contratto precedenti ceppi, e quindi si possono spargere rapidamente ed infettare moltissime persone. I virus di tipo A possono occasionalmente essere trasmessi dai volatili selvatici ad altre specie provocando focolai nel pollame domestico e potrebbero anche generare pandemie nell'uomo.
L'OMS ha avvertito che esiste un sostanziale rischio di pandemia entro i prossimi anni. Uno dei virus candidati più importanti è una variante altamente patogenica del sottotipo H5N1 del tipo A. Attualmente sono in sviluppo dei vaccini contro i sottotipi più sospettati, tra cui H5N1, H7N1 e H9N2.

## Natura di una pandemia influenzale

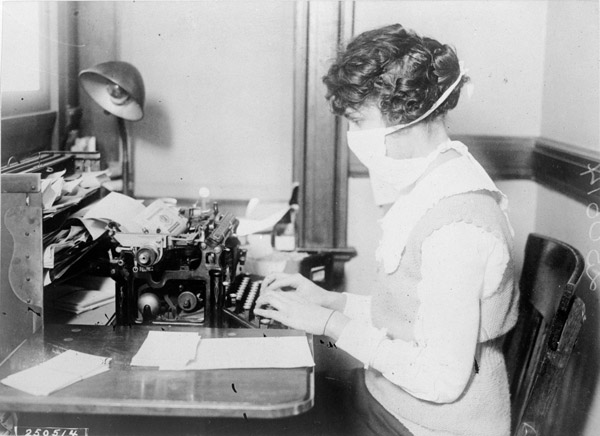
Dattilografa con la mascherina durante l'epidemia influenzale del 1918

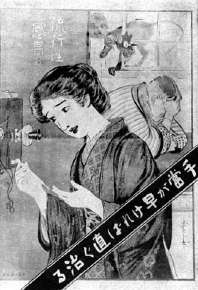
Manifesto giapponese del 1919 per il trattamento precoce dell'influenza spagnola

Alcune pandemie sono relativamente minori, come il sottotipo H2N2 che provocò l'influenza asiatica nel 1957, mentre altre hanno un indice di gravità pandemica che richiedono speciali misure.
In una pandemia grave, alcune comunità tentano di isolarsi completamente, mentre altre hanno decessi pari a metà o più della popolazione, altre ancora non sono colpite da tutti gli effetti ma risentono degli elevati livelli di malesseri. Alcune persone disperate possono tentare qualunque cosa per curare o prevenire la malattia
Nel 1918 la pandemia uccise circa 150 000 persone in Inghilterra, ma anche il decesso di questo relativamente piccolo numero di persone nella popolazione provocò sconvolgimenti e panico.
Non erano a disposizione sufficienti dottori, posti in ospedale e forniture mediche per i pazienti e i cadaveri spesso giacevano insepolti. Questo creò grandi disordini sociali e un senso di paura. Gli sforzi per combattere la pandemia lasciano sempre molto a desiderare a causa dell'egoismo, perdita di fiducia, illegalità ed ignoranza. Ad esempio nella pandemia del 1918 "Questa orribile disconnessione tra le assicurazioni e la realtà distrusse la credibilità nell'autorità. Le persone si sentirono senza nessuno a cui rivolgersi, nessuno a cui affidarsi, nessuno di cui fidarsi".
In una lettera di un medico che esercitava in un accampamento militare statunitense nel 1918 veniva scritto:

### Ondate
Le pandemie avvengono tipicamente in ondate. Quelle del 1889-1890 e quella del 1918 giunsero in tre o quattro ondate con mortalità crescente Ma per ciascuna ondata, la mortalità iniziale è maggiore e tende a decrescere.

### Variazione nella mortalità
Il tasso di mortalità può variare di molto.
Nel 1918 vennero tenute statistiche ragionevolmente affidabili presso gli accampamenti militari statunitensi. La mortalità spesso superava il 5% e in alcune circostanze il 10%. Nell'esercito britannico in India, la mortalità nelle truppe era del 9,6%, per quelle indiane il 21,9%. In popolazioni isolate il virus uccise anche a tassi superiori, ad esempio nelle Isole Figi i decessi furono pari al 14% della popolazione nell'arco di 16 giorni. In Labrador e in Alaska le vittime furono almeno un terzo della popolazione nativa.
In Italia i dati variarono, nel caso delle stagioni influenzali dominate dal virus H3N2, intorno ad una media di 5 decessi ogni centomila abitanti (1974, 1977, 1980, 1981, 1986, 1990, 1997, 1999, 2000), con dei picchi nel 1973 e nel 1975 (10 decessi ogni centomila abitanti); nel caso dell'influenza del 1970, invece, il rapporto si elevò a 25 decessi ogni centomila abitanti.

### Fasi della pandemia
L'OMS ha sviluppato un piano per la preparazione ad una pandemia che definisce le fasi della pandemia, evidenzia il ruolo dell'OMS e fornisce raccomandazioni per le misure da adottare a livello nazionale prima e durante la pandemia.
| Periodo interpandemico | Fase 1 | Basso rischio  | Nessun sottotipo di virus influenzale pericoloso per l'uomo è stato scoperto negli umani o negli animali.                                                                                       |
| Periodo interpandemico | Fase 2 | Nuovo virus    | Un nuovo sottotipo di virus influenzale che infetta gli animali pone un rischio sostanziale di infezione nell'uomo, ma nessun nuovo sottotipo influenzale è stato rilevato negli umani.         |
| Periodo di allerta     | Fase 3 | Auto limitante | Infezioni umane con un nuovo sottotipo ma nessuna trasmissione da uomo a uomo, oppure presenza di rari casi di trasmissione a stretto contatto.                                                 |
| Periodo di allerta     | Fase 4 | Da uomo a uomo | Trasmissione da uomo a uomo limitata, ma con diffusione altamente localizzata. Il virus non è ancora ben adattato agli esseri umani. È possibile un'epidemia ma non è ancora avvenuta.          |
| Periodo di allerta     | Fase 5 | Epidemico      | Diffusione da uomo a uomo ancora localizzata. Il virus sta diventando sempre più adattato agli umani ma potrebbe essere non ancora completamente trasmissibile (rischio pandemico sostanziale). |
| Periodo pandemico      | Fase 6 | Pandemico      | Aumentata e consistente trasmissione nella popolazione. |

## Pandemie
| Nome                 | Data    | Decessi        | Sottotipo         |
| -------------------- | ------- | -------------- | ----------------- |
| Asiatica (russa)     | 1889-90 | 1 milione      | forse H2N2 o H3N8 |
| Spagnola             | 1918-20 | 17-100 milioni | H1N1              |
| Asiatica             | 1957-58 | 1-4 milioni    | H2N2              |
| Hong Kong            | 1968-69 | 1-4 milioni    | H3N2              |
| 1977 influenza russa | 1977-79 | 0,7 milioni    | H1N1              |
| Influenza A (suina)  | 2009-10 | 18 449         | H1N1              |

### Influenza spagnola (1918-1920)
La pandemia del 1918, a cui si riferisce col nome di Influenza spagnola, è stata considerata di categoria 5, ed è stata provocata da un ceppo insolitamente violento del sottotipo H1N1 del tipo A. Molte delle sue vittime furono adulti giovani e in salute, a differenza di molti focolai di influenza che colpiscono principalmente i soggetti molto giovani, anziani o malati.
Viene stimato un numero totale di vittime variabile da 40 a 50 milioni, anche se stime più recenti parlano di 50-100 milioni di persone.
Fu descritta come il "maggior olocausto medico della storia" e uccise tante persone quante furono le vittime della peste nera.

### Influenza asiatica (1957-1958)
L'influenza asiatica viene considerata come un focolaio di categoria 2 di influenza aviaria che si sparse dalla Cina all'inizio del 1956 e durò fino al 1958. Il ceppò originò da una mutazione avvenuta nelle anatre selvatiche in combinazione con un ceppo umano già esistente. Il virus venne identificato per la prima volta nella provincia cinese di Guizhou. Raggiunse Singapore nel febbraio 1957, Hong Kong ad aprile e gli Stati Uniti d'America a giugno. Le stime mondiali di decessi variano tra 1 milione e 4 milioni.

### Influenza di Hong Kong
L'influenza di Hong Kong viene considerata di categoria 2 ed è stata provocata da un ceppo del sottotipo H3N2 derivato dall'H2N2 tramite il meccanismo dello spostamento antigenico. Con questo meccanismo, i geni di diversi sottotipi si possono riassortire per formarne uno nuovo. La pandemia, che si svolse tra il 1968 e il 1969, infettò 500 000 persone a Hong Kong con un basso indice di mortalità. Negli Stati Uniti furono infettate 50 milioni di persone con 33 000 decessi.

### 1977 influenza russa
La pandemia è iniziata in Cina e nell'Unione Sovietica nel 1977. È stato causato dal virus influenzale H1N1. Circa 700 000 persone sono morte in tutto il mondo e la maggior parte delle persone infette aveva meno di 25 o 26 anni. È opinione diffusa che il virus sia stato rilasciato al pubblico in un incidente di laboratorio.

### Influenza suina (H1N1)
Denominata inizialmente influenza suina, perché trasmessa da questo animale all'uomo, ha avuto origine inizialmente in Messico nel marzo 2009, estendendosi in breve tempo a più di 80 Paesi.
L'OMS ha deciso di dichiarare la prima pandemia influenzale del terzo millennio non tanto per la gravità della malattia, considerata di modesta gravità, ma per la difficoltà di contenere il virus, essendo questo facilmente trasmissibile.

### Influenza aviaria (H5N1)
Il sottotipo H5N1 è endemico in molte popolazioni di volatili nel sudest asiatico. Un ceppo particolare epizootico e panzootico ha ucciso decine di milioni di volatili e provocato la soppressione di centinaia di milioni di altri volatili nel tentativo di contenere il virus.
Non esiste alcuna prova di una trasmissione efficiente da uomo a uomo o di trasmissione aerea all'uomo del ceppo A(H5N1). In quasi tutti i casi, i soggetti infettati ebbero contatti stretti con volatili infetti. Il 60% degli esseri umani che vennero infettati morirono e il virus potrebbe mutare o subire un riassortimento genetico in un ceppo in grado di trasmettersi efficacemente.
L'influenza aviaria rappresenta uno dei potenziali maggiori rischi di una pandemia mondiale di influenza. I governi di tutto il mondo stanno compiendo ricerche per sviluppare vaccinazioni pre-pandemia in modo da evitarla. Lo scopo consiste nel produrre un vaccino entro tre mesi dopo l'insorgenza del virus, creando almeno un miliardo di dosi entro un anno dall'identificazione del ceppo.
Lo sviluppo della pandemia avviene attraverso diverse fasi:
1. il virus deve sviluppare un efficiente meccanismo di trasmissione da persona a persona. A questo punto è possibile fermare il virus con la vaccinazione prima che diventi una epidemia
2. il virus sviluppa un'epidemia. Il vaccino può evitare la successiva fase di pandemia
3. il virus sviluppa una pandemia

L'H5N1 è solo uno dei molti sottotipi del tipo A che potrebbero combinarsi tra loro o con diversi tipi per generare nuove varianti. Tuttavia la genetica ha permesso di conoscere i ceppi da tenere sotto controllo (ad esempio solo i sottotipi H5 e H7 sono altamente patogenici) e quali fattori genetici rendono l'influenza un virus umano (ovvero facilmente trasmissibile da uomo a uomo).

## Strategie di prevenzione
La prevenzione delle pandemie è stata studiata dalla commissione Council on Feign Relations costituita da James F. Hoge, Nancy E. Roman, Rita Colwell, Anthony Fauci, Laurie Garrett, Michael Osterholm.
Se l'influenza resta un problema tra gli animali, e la trasmissione da uomo a uomo è limitata allora non costituisce una pandemia, ma è comunque un rischio. Per evitare la trasformazione in pandemia, le strategie a breve termine prevedono
- vaccinazione e soppressione degli animali
- vaccinazione delle persone che lavorano a contatto con gli animali contro l'influenza comune
- limitazione dei viaggi nelle zone dove è stato rilevato[45]

La vaccinazione delle persone a contatto con gli animali contro l'influenza comune permette di ridurre la probabilità di ricombinazione tra l'influenza umana e il virus H5N1, da cui potrebbe derivare un ceppo pandemico. Le strategia a lungo termine per le regioni dove il virus H5N1 è endemico nei volatili selvatici includono:
- aumento delle norme igieniche negli allevamenti e riduzione dei contatti tra il pollame allevato e i volatili selvatici
- modifica delle norme di allevamento intensivo nelle regioni dove gli animali vivono in condizioni poco igieniche con le persone
- modifica delle norme per la vendita di polli incoraggiando l'acquisto di carni già macellate e confezionate al posto di animali vivi
- incremento della disponibilità del vaccino ad uso veterinario e diminuzione dei costi dello stesso[45]

### Vaccini
Nelle fasi iniziali di infezione della popolazione potrebbe non essere disponibile un vaccino. Una volta che viene identificato un virus potenziale, è necessario un periodo di diversi mesi per avere a disposizione un vaccino, poiché deve essere sviluppato, sperimentato e autorizzato. La capacità di produzione di vaccini varia molto da paese a paese; di fatto in base all'OMS solo 19 nazioni sono elencate come "produttori di vaccino influenzale".
È stato stimato che nelle migliori condizioni, potrebbero essere prodotte 750 milioni di dosi all'anno, anche se è probabile che ogni individuo necessiti di due dosi di vaccino per immunizzarsi. La distribuzione nazionale e internazionale del vaccino potrebbero anch'essa risultare problematica. Tuttavia, diverse nazioni possiedono dei piani per la produzione di grandi quantità di vaccino. Ad esempio, le autorità sanitarie canadesi hanno affermato che stanno sviluppando la capacità si produrre 32 milioni di dosi entro quattro mesi, sufficienti per ogni cittadino.
Esistono due problemi di ordine tecnico associati alla produzione di un vaccino contro il sottotipo H5N1. Il primo problema riguarda la dose di emagluttinina necessaria per fornire la protezione dal virus. I vaccini influenzali stagionali richiedono una iniezione singola di 15 μg, mentre il virus H5 fa generare solo una debole risposta immunitaria ed è stato scoperto che due iniezioni da 90 μg separate da 28 giorni forniscono la protezione solo nel 54% delle persone. Anche se potrebbe essere un livello accettabile, la produzione mondiale è di 900 milioni di dosi con una quantità di 15 μg (supponendo che tutta la produzione venga immediatamente convertita per la produzione del vaccino H5); se sono necessarie due iniezioni da 90 μg, allora le quantità che possono essere prodotte si riducono a 70 milioni di dose. Il secondo problema invece è rappresentato dai due diversi cladi del virus, il primo isolato in Vietnam e il secondo isolato in Indonesia. Mentre la ricerca di un vaccino si sta concentrando sul virus isolato nel Vietnam, esso probabilmente non fornirà protezione verso quello indonesiano, che è antigenicamente distinto.

## Strategie per il rallentamento di una pandemia

### Farmaci antivirali
Molte nazioni stanno lavorando per accumulare scorte di farmaci antivirali in preparazione a possibili pandemie. L'oseltamivir (nome commerciale Tamiflu) è quello maggiormente ricercato, poiché è disponibile in forma di compressa. Il Zanamivir (nome commerciale Relenza) deve invece essere inalato. Altri farmaci potrebbero essere meno efficaci.
Entrambi i farmaci indicati sono disponibili in scarse quantità e le capacità di produzione sono a medio termine limitate.
Il problema di questa soluzione consiste nel possibile sviluppo di una resistenza del virus al farmaco. Alcune persone infettate con il H5N1 trattate con l'Oseltamivir hanno infatti sviluppato ceppi resistenti del virus.
Il Tamiflu fu scoperto dalla Gilead Sciences e fornito in licenza alla Roche per lo sviluppo e la commercializzazione.

### Risposta globale
La risposta globale è articolata in vari punti:
- Disposizione e mantenimento di alti standard di biosicurezza nel pollame
- Aggiornamento dei servizi veterinari agli standard OIE
- Rilevamento precoce del virus H5N1
  - Sistema di avvertimento precoce
  - Sorveglianza
  - Comunicazioni rapide
  - Sistemi di condivisione dati
- Standardizzazione del livello nazionale di comunicazione
- Migliore sorveglianza mondiale sul HPAI
- Migliori servizi veterinari mondiali
- Analisi migliorate, contemporanee, globali dei volatili
- Migliori analisi sul traffico di pollame
- Sviluppo di politiche di compensazione per le perdite agricole e l'impatto nelle aree protette
- Comunicazioni efficaci per mezzo dei media
- Aumento delle ricerche
  - Incidenza dell'H5N1 nei volatili selvatici
  - Ecologia del virus nell'ambiente
  - Livelli di mortalità naturale nei volatili selvatici
  - Misure efficaci per ridurre la trasmissione tra i volatili selvatici e il pollame
- Sviluppo di programmi per la copertura finanziaria
- Supporto per la sostenibilità delle misure a breve termine
- Sviluppo di meccanismi per ristrutturare i sistemi di produzione agricola
- Sviluppo di approcci collaborativi e partnership che integrano esperti dei volatili selvatici e medici

### Risposta individuale
La risposta individuale include:
- Distanza sociale: Viaggiando meno, lavorando da casa o chiudendo le scuole, vengono ridotte le possibilità di diffusione del virus.
- Igiene respiratoria: La popolazione dovrebbe cercare di coprirsi la bocca quando tossisce o starnutisce.
- Mascherina chirurgica: Anche se nessuna maschera costituisce una barriera perfetta, i prodotti che sono conformi con lo standard NIOSH N95 raccomandato dall'OMS possono fornire una buona protezione. L'OMS raccomanda che i lavoratori nell'area sanitaria indossino mascherine N95 e che i pazienti indossino la maschera chirurgica.
- Igiene generale: Il lavaggio frequente delle mani, specialmente dopo essere stati a contatto con altre persone o con superfici potenzialmente contaminate, potrebbe risultare molto ultile. I disinfettanti a base di Alcool distruggono sia i batteri che i virus[50].